# Tranh cãi đình chỉ Quốc hội Anh 2019
Ngày 28 tháng 8 năm 2019, Nghị viện Vương quốc Anh đã bị đình chỉ bởi Nữ hoàng Elizabeth II, theo đề nghị của thành viên đảng Bảo thủ đương kim Thủ tướng Vương quốc Anh, Boris Johnson. Việc đình chỉ sẽ có hiệu lực từ ngày 9 đến 12 tháng 9 năm 2019 và kéo dài cho đến khi khai mạc Quốc hội vào ngày 14 tháng 10 năm 2019; có hiệu lực, Quốc hội Anh đã bị đình chỉ từ ngày 10 tháng 9 đến ngày 24 tháng 9. Johnson cho biết việc đình chỉ Quốc hội là một quá trình chính trị thường lệ để cho phép Chính phủ tập trung lại chương trình nghị sự của mình; các chính trị gia đối lập, các nhà bình luận chính trị, và các thành viên của chính đảng của ông, đã xem dự án này là một nỗ lực vi hiến để tránh sự giám sát của quốc hội đối với các kế hoạch của Chính phủ Brexit trong khúc dạo đầu của Vương quốc Anh rời khỏi Liên minh châu Âu vào ngày 31 tháng 10 năm 2019.
Các thẩm phán của Tòa án Tối cao Anh tuyên bố việc Thủ tướng Boris Johnson đình chỉ Quốc hội là bất hợp pháp theo luật Scotland, và các thẩm phán tại Tòa án Công lý Tối cao ở Luân Đôn phán quyết rằng đó là không- chính đáng theo luật Anh là một vấn đề chính trị, do đó lệnh này không có hiệu lực.
Theo Chánh án Tòa án Tối cao Anh Brenda Hale: "Quyết định đề nghị Nữ hoàng đình chỉ quốc hội là bất hợp pháp bởi nó cản trở khả năng thực hiện nhiệm vụ lập hiến của quốc hội, đồng thời không có lý do chính đáng nào cho hành động này".
Toàn bộ 11 thẩm phán đều nhất trí chưa bị đình chỉ Quốc hội và phán quyết của tòa án nhằm tạo cơ hội cho cơ quan này đưa ra những quyết định tiếp theo. 

## Bối cảnh
Đình chỉ Quốc hội Anh là một quá trình chính trị đánh dấu sự kết thúc của phiên họp quốc hội, và cũng đề cập đến thời gian giữa khi kết thúc một phiên họp quốc hội và bắt đầu một phiên họp khác. Việc đình chỉ Nghị viện có hiệu lực chấm dứt tất cả các thủ tục tranh luận của Quốc hội và bất kỳ dự luật đề xuất nào cũng không được thông qua trước khi thành lập phải được đưa ra trong phiên họp tiếp theo của Quốc hội. Mặc dù điển hình là một quá trình thường lệ, đã có một vài trường hợp lịch sử trong đó việc dự đoán đã gây tranh cãi; đáng chú ý nhất là nội chiến Anh đã được kích hoạt giữa lúc căng thẳng giữa Charles I, người sẽ chỉ triệu tập Nghị viện để thông qua thuế tàu gây tranh cãi, và Nghị viện, người tìm kiếm nhiều quyền lực hơn để xem xét Nhà vua, đi xa hơn để thông qua các luật ngăn cản sự chia rẽ hoặc giải thể của chính nó. Cuối cùng, Nghị viện đã gây chiến với và sau đó xử tử Charles I vì tội chuyên chế; người kế vị với tư cách là người đứng đầu nhà nước, Oliver Cromwell, cũng có căng thẳng với Nghị viện và cuối cùng thanh trừng và trục xuất "Nghị viện Dài" để ủng hộ nghị viện khác. 
Đình chỉ Quốc hội có hiệu lực khi một tuyên bố của hoàng gia ra lệnh cho việc đọc bản quyền được đọc cho cả Tòa nhà Quốc hội; tại thời điểm đó, Quốc hội không hội họp cho đến khi Khai mạc Quốc hội vài ngày sau đó. Kể từ năm 1854, việc thành lập đã được thực hiện bởi các Ủy viên Nguyên lão thay cho Vua Anh.